# Cimetière Filantropia de Bucarest
Le cimetière Filantropia est l'un des trois cimetières juifs restants à Bucarest. Ce cimetière ashkénaze, inauguré en 1865, est situé au numéro 89-91 du Boulevard Ion Mihalache. Il occupe une surface de 69 000 m2 et compte 29 000 tombes.

## Personnalités inhumées
De nombreuses personnalités du monde la culture roumaine y sont enterrées, parmi lesquels  Iosif Sava (ro), Hero Lupescu (ro), Moni (ro) et Leon Ghelerter (ro), Max Bănuș (ro), Nicolae Cajal (en) et Mihail Sebastian. Une allée du cimetière Filantropia porte le nom du traducteur et poète Barbu Nemțeanu (en) (pseudonyme littéraire de Benjamin Deutsch).
Parmi les tombes, se trouve celle de Jacob Marmorosch (de), un des fondateurs de la banque Marmorosch Blank et qui a financé l'effort de guerre roumain durant la Première Guerre Mondiale.
Le cimetière contient également des ossements transférés depuis le cimetière juif Sevastopol de Bucarest, fermé et évacué pendant le régime de Ion Antonescu,,.